# 罗正富
罗正富（1952年8月—），男，彝族，云南牟定人，中华人民共和国政治人物。中共第十六届、十七届中央候补委员，第十届全国政协委员。

## 生平
1977年，就读于中央民族学院政治系。1983年，担任楚雄彝族自治州人民政府副州长。1992年，任州长。2000年，改中共保山地委书记，次年升任中共云南省委常委。2006年，兼任云南省人民政府副省长。2012年3月，当选为云南省政协主席。2012年6月辞去云南副省长职务。2018年1月，当选第十三届全国政协委员。